# Contacts (Apple)
 (mai 2024).
Si vous disposez d'ouvrages ou d'articles de référence ou si vous connaissez des sites web de qualité traitant du thème abordé ici, merci de compléter l'article en donnant les références utiles à sa vérifiabilité et en les liant à la section « Notes et références ».
Contacts est une application conçue par Apple, permettant de centraliser les informations des contacts de l'utilisateur. Il offre des fonctions de synchronisation entre plusieurs appareils fonctionnant sous iOS et macOS, à l'aide d'iCloud.

## Fonctionnalités
- Exportation et importation des fiches de contact vers le format vCard.
- Importation depuis le format LDIF.
- API pour s'interfacer avec les autres programmes (C et Objective-C).
- Impression d'un carnet d'adresse de poches, d'étiquettes d'adresse ou d'enveloppes.
- Personnalisation des catégories et des champs d'information.
- Formatage automatique des numéros de téléphone suivant la région de l'utilisateur.
- Synchronisation avec Microsoft Exchange Server.
- Souscription à des carnets d'adresses distants.
- Recherche par reconnaissance vocale.
- Gestion des téléphones Bluetooth (rédaction et réception de SMS sur le Mac, consignation des appels entrants, renvoi vers la messagerie vocale).
- Possibilité de faire une requête dans une base de données LDAP.
- Système de plugin pour que les développeurs tiers puissent intégrer de nouvelles fonctionnalités (comme la localisation sur carte des adresses des contacts).
- Recherche via Spotlight de toute information enregistrée dans le Carnet d'adresses.
- Groupes « intelligents » (regroupent automatiquement les contacts répondant aux critères définis par l'utilisateur).

## Description
Le Carnet d'adresses d'Apple a deux types de présentation : « fiche et colonnes » ou « fiche uniquement » :
- la présentation « fiche uniquement » possède un panneau unique affichant le contenu de la fiche de l'utilisateur sélectionné ;
- la présentation « fiche et colonnes » possède trois panneaux :
  - un premier panneau, « groupes », affiche les éléments « tous », « répertoire » et les éventuels groupes de contacts supplémentaires créés par l'utilisateur,
  - un deuxième panneau, « noms », liste les fiches du groupe sélectionné dans le premier panneau,
  - un troisième panneau affiche le contenu de la fiche sélectionnée dans le deuxième panneau.

Une fiche du Carnet d'adresses peut contenir les informations suivantes :
- image ;
- nom ;
- prononciation en phonétique ;
- si le contact n'est pas une entreprise :
  - suffixe,
  - prénom,
  - second prénom,
  - nom de jeune fille,
  - nom de famille,
  - date de naissance,
  - profession ;
- service ;
- noms associés ;
- adresse (domicile, bureau, personnalisé) ;
- numéro de téléphone (domicile, bureau, portable, fax, bippeur, personnalisé) ;
- adresse électronique (domicile, travail, personnalisé) ;
- identifiants de messagerie instantanée (AIM, ICQ, Jabber, MSN, Yahoo!) ;
- URL ;
- rendez-vous ;
- remarques.